# 布氏黃鱔
布氏黃鱔為輻鰭魚綱合鰓目合鰓魚科的其中一種，分布於非洲獅子山至象牙海岸的淡水流域，體長可達34公分，棲息在底層水域，雄魚會築巢。